# Bracon boliviensis
Bracon boliviensis är en stekelart som beskrevs av Szepligeti 1906. Bracon boliviensis ingår i släktet Bracon och familjen bracksteklar. Inga underarter finns listade.